# Labashi-Marduk
Labashi-Marduk, también conocido como Labasi-Marduk, fue un rey de Babilonia cuyo reinado transcurrió durante el 556 a. C. Nieto materno de Nabucodonosor II, llegó al trono tras la muerte de su padre Neriglisar, siendo derrocado a los tres meses y asesinado. Su muerte marca el fin de la dinastía de Nabopolasar, ya que tras ella fue colocado en el trono Nabu-naid, más conocido como Nabonido.

## Reinado
Neriglisar probablemente murió en abril de 556 a. C. Los últimos documentos conocidos que datan del reinado de Neriglisar son un contrato del 12 de abril de 556 a. C. en Babilonia y un contrato del 16 de abril de ese mismo año de la ciudad de Uruk según la Lista de Uruk (IM 65066, también conocida como King List 5), un registro de gobernantes de Babilonia desde Shamash-shum-ukin (r. 668–648 a. C.) hasta el rey seléucida Seleuco II Callinicus.
Labashi-Marduk se convirtió así en rey de Babilonia, pero su reinado resultó ser breve.  Debido a que reinó por un período de tiempo tan corto, no sobreviven inscripciones de su época como rey.  Beroso da erróneamente al reinado de Labashi-Marduk nueve meses (aunque es posible que se trate de un error de escritura) y afirma que los "malvados caminos" de Labashi-Marduk llevaron a sus amigos a conspirar contra él, lo que finalmente resultó en que el niño rey fuera golpeado hasta la muerte. Los conspiradores luego acordaron que Nabonnedos (Nabonido), uno de los conspiradores, debería gobernar. La lista de reyes de Uruk solo le da a Labashi-Marduk un reinado de tres meses y las tablas de contrato de Babilonia sugieren que podría haber gobernado tan brevemente como solo dos meses. Parece que la transición en el liderazgo fue un breve período de confusión después de un discreto golpe palaciego o una breve guerra civil.  Labashi-Marduk todavía fue reconocido como rey en Uruk hasta al menos el 19 de junio, y en la ciudad clave de Sippar hasta al menos el 20 de junio. El documento más antiguo conocido que data del reinado de Nabonido en Sippar es del 26 de junio. Sin embargo, el documento más antiguo que data de Nabonido en la ciudad de Nippur es del 25 de mayo y los últimos documentos que datan de Labashi-Marduk en Babilonia son del 24 de mayo. La tablilla más antigua conocida que data de Nabónido en Babilonia es del 14 de julio. Esta evidencia se puede reconciliar postulando que Nabónido pudo haber sido reconocido en el corazón de Babilonia, incluidas Nippur y Babilonia, ya el 25 de mayo, mientras que algunas ciudades periféricas continuaron reconociendo a Labashi-Marduk (aunque muy posiblemente estaba muerto en ese momento debido a un posible golpe de palacio) como rey hasta junio. A fines de junio de 556 a. C. se conocen tablillas fechadas en Nabónido en toda Babilonia.
Aunque Beroso se refiere a Labashi-Marduk cuando era niño, es posible que se convirtiera en rey de adulto ya que los textos comerciales de dos años antes indican que Labashi-Marduk estaba a cargo de sus propios asuntos en ese momento.  Sin embargo, Labashi-Marduk aún puede haber sido relativamente joven. Una de las inscripciones de Nabonido se refiere a Labashi-Marduk como "un niño que aún no había aprendido el comportamiento adecuado".
Se desconoce el motivo del golpe contra Labashi-Marduk. Es posible que, a pesar de que Labashi-Marduk y su padre tenían buenos contactos y eran ricos, en última instancia fueran vistos como plebeyos, sin sangre noble. Aunque su madre lo habría relacionado con la dinastía real como nieto de Nabucodonosor, también es posible que Labashi-Marduk fuera hijo de Neriglisar y otra de sus esposas. Por lo tanto, el ascenso al trono de Labashi-Marduk podría haber significado una verdadera ruptura en la dinastía de Nabucodonosor y, como tal, podría haber despertado la oposición de la población babilónica. Después de la muerte de Labashi-Marduk, la considerable riqueza y las propiedades de la familia de Neriglisar fueron confiscadas y eventualmente asumidas por Belsasar, el hijo de Nabonido, quien (como principal beneficiario) probablemente fue el principal orquestador de la conspiración contra Labashi-Marduk.